# Punkt krytyczny (serial telewizyjny 2007)
Punkt krytyczny (The Kill Point, 2007) – amerykański serial telewizyjny nadawany przez stację Spike TV od 22 lipca 2007 r. W Polsce nadawany przez stację FoxLife od 18 czerwca 2008 r. 

## Opis fabuły
Serial opowiada o amerykańskich żołnierzach weteranach z Iraku. Cała grupa planuje skok na bank. Niestety wydarzenia zmuszają ich do negocjowania warunków wyjścia. Każdy odcinek przedstawia historię jednego żołnierza. 

## Obsada
- Donnie Wahlberg jako Kapitan Horst Cali
- Michael Hyatt jako Podporucznik Connie Reubens
- John Leguizamo jako Sierżant Jake Mendez / Pan Wilk
- Peter Appel jako Teddy Sabian
- Dana Ashbrook jako Tony
- Adam Cantor jako Rocko
- Geoffrey Cantor jako Abe Shelton
- Steve Cirbus jako Deke Quinlan

## Spis odcinków
| Premiera odcinka | N/o | Polski tytuł           | Angielski tytuł           |
| ---------------- | --- | ---------------------- | ------------------------- |
|                  |     |                        |                           |
| SERIA PIERWSZA   |     |                        |                           |
|                  |     |                        |                           |
| 18.06.2008       | 01  | Napad                  | Another Tour              |
|                  |     |                        |                           |
| 25.06.2008       | 02  | Zakładnicy             | Who's Afraid of Mr. Wolf? |
|                  |     |                        |                           |
| 02.07.2008       | 03  | Przerwa w negocjacjach | No Meringue               |
|                  |     |                        |                           |
| 09.07.2008       | 04  | Zagrywka polityczna    | Pro Patria                |
|                  |     |                        |                           |
| 16.07.2008       | 05  | Godziny odwiedzin      | Visiting Hours            |
|                  |     |                        |                           |
| 23.07.2008       | 06  | Wielka ucieczka        | The Great Ape Escape      |
|                  |     |                        |                           |
| 30.07.2008       | 07  | Przejęcie dowodzenia   | Rabbit at Unrest          |
|                  |     |                        |                           |
| 06.08.2008       | 08  | Wielki finał           | The Devil's Zoo           |
|                  |     |                        |                           |